# Rotbürzelwürger
Der Rotbürzelwürger (Lanius gubernator) ist ein Singvogel aus der Gattung Lanius in der Familie der Würger (Laniidae).
Die nur etwa haussperlingsgroße, etwas plump wirkende, rostbraun, grau und schwarz gezeichnete Art kommt in Afrika nördlich des Äquators und nördlich des tropischen Regenwaldes in einzelnen, voneinander weiträumig getrennten Verbreitungsinseln unterschiedlicher Größe von der Elfenbeinküste im Westen ostwärts bis etwa dem Albertsee vor. Der Rotbürzelwürger ist die kleinste Lanius-Art.
Wie die meisten Vertreter der Gattung ist auch der Rotbürzelwürger ein Ansitzjäger, der von einer erhöhten Warte aus die Umgebung nach Beutetieren, vornehmlich Insekten, absucht und diese am Boden schlägt. Er lebt meist in Paaren, es wurden aber auch Familiengruppen beobachtet, die kooperatives Brüten nicht unwahrscheinlich erscheinen lassen.
Benannt wurde die Art nach Eduard Schnitzer, der Gouverneur der damaligen Provinz Äquatoria war. (lat. gubernare = regieren, leiten); auch der englische Trivialname Emin's Shrike geht auf Eduard Schnitzer zurück, der als Gouverneur Emin Pascha genannt wurde.
Laut IUCN gilt die Art zurzeit (2017) als nicht gefährdet. Ihre verwandtschaftliche Stellung innerhalb der Gattung ist nicht geklärt. Der südlich des Äquators verbreitete, ähnliche, aber größere Rostmantelwürger gilt als Schwesterart. Es werden keine Unterarten beschrieben.
Wie bei einigen afrikanischen Laniusarten sind auch über den Rotbürzelwürger nur wenige biologische Details bekannt.

## Aussehen
Der Rotbürzelwürger misst zwischen 14 und 16 Zentimeter und ist etwas über 20 Gramm schwer. Er ist der kleinste Vertreter innerhalb der Gattung der Würger. Der Geschlechtsunterschied ist in Hinblick auf die Färbung gering.
Die Art ist in der Gefiederfärbung dem Rostmantelwürger ähnlich, kann jedoch aufgrund seiner geringen Größe kaum mit ihm verwechselt werden; zusätzlich sind die Verbreitungsgebiete der beiden Arten weiträumig getrennt. Auch ähnliche, durchziehende männliche Neuntöter sollten anhand der Färbungsunterschiede (rostbrauner Bürzel, weißes Flügelfeld beim Rotbürzelwürger, graubrauner Bürzel, meist fehlendes weißes Flügelfeld beim Neuntöter) und der Größe sicher unterscheidbar sein. Vom ebenfalls im borealen Winter im Verbreitungsgebiet des Rotbürzelwürgers erscheinenden Rotschwanzwürger (Lanius phoenicuroides) unterscheidet sich L. gubernator deutlich durch seinen schwarzen Schwanz; dieser ist beim Rotschwanzwürger rötlich braun.
Adulte Männchen haben einen bis auf die würgertypische schwarze Gesichtsmaske hell schiefergrauen Kopf. Die etwas dunklere schiefergraue Färbung von Nacken, oberem Abschnitt des Mantels und eines Teils der Schulterfedern geht leicht verlaufend in das satte Kastanienbraun des unteren Mantelbereichs, des Rückens und des Bürzels sowie der Oberschwanzdecken über. Die inneren Steuerfedern sind dunkelbraun, die äußeren weiß. Kinn, Kehle und obere Brust sind weiß. Brust, Bauch und Steiß in unterschiedlicher Intensität und variabel rötlich braun gefärbt oder behaucht. Die Schwungfedern sind dunkelbraun bis schwarz, die fünf inneren Armschwingen sind an der Basis weiß, wodurch beim fliegenden Vogel ein deutliches weißes, sichelförmiges Speculum entsteht, das auch beim sitzenden Individuum immer sichtbar und mit 12 mm relativ groß ist. Die schwarze Gesichtsmaske beginnt am Schnabelansatz und verläuft -sich leicht verbreiternd- bis weit hinter die Ohrdecken. Die dunklen Augen werden von ihr fast zur Gänze verdeckt. Am oberen Rand wird die Gesichtsmaske durch einen feinen, weißen Streif begrenzt. Der mächtige Hakenschnabel ist dunkelbraun bis schwarz, die Beine sind grauschwarz. Weibchen ähneln in der Farbverteilung den Männchen, doch sind die Farben insgesamt undeutlicher, die Kontraste verwaschener und die Grauanteile auf der Oberseite ausgedehnter als bei voll ausgefärbten Männchen. Die Gesichtsmaske ist schmaler und an der Stirn fehlend oder nur angedeutet; der weiße Flügelspiegel ist kleiner, oder im Sitzen gar nicht erkennbar. Die Unterseite ist verwaschen rötlich braun behaucht; die sonst bei weiblichen Würgern häufige Bänderung fehlt. Männliche Jungvögel sind auf der Oberseite bräunlich, auf der Unterseite rötlich braun behaucht und vor allem an den Flanken deutlich gebändert. Weibliche Juvenile sind auf der Oberseite düster graubraun und vor allem am Scheitel und Nacken deutlich schwarz gebändert; auf der Unterseite gleichen sie juvenilen Männchen. Die Gesichtsmaske ist bei beiden Geschlechtern kürzer und schmaler als bei Adulten und graubraun gefärbt.

## Lautäußerungen
Gesang und Rufe der Art sind wenig bekannt. Offenbar existieren bis jetzt auch keine Tonaufnahmen. Der Rotbürzelwürger scheint akustisch nicht besonders auffällig zu sein. Er wird häufiger gesehen als gehört. Wenn sich eine Gruppe zusammenfindet, nimmt ihre akustische Aktivität zu. Der Gesang wird als ein angenehmes, eher leises Zwitschern und Trillern beschrieben, nach Würgerart durchsetzt mit Pfiffen und rauen, krächzenden Phrasen. Daneben unterschiedliche, meist raue, heisere, mehrmals gereihte Rufe, die mit chark...chark oder zut...zut transkribiert werden.

## Verbreitung und Lebensraum

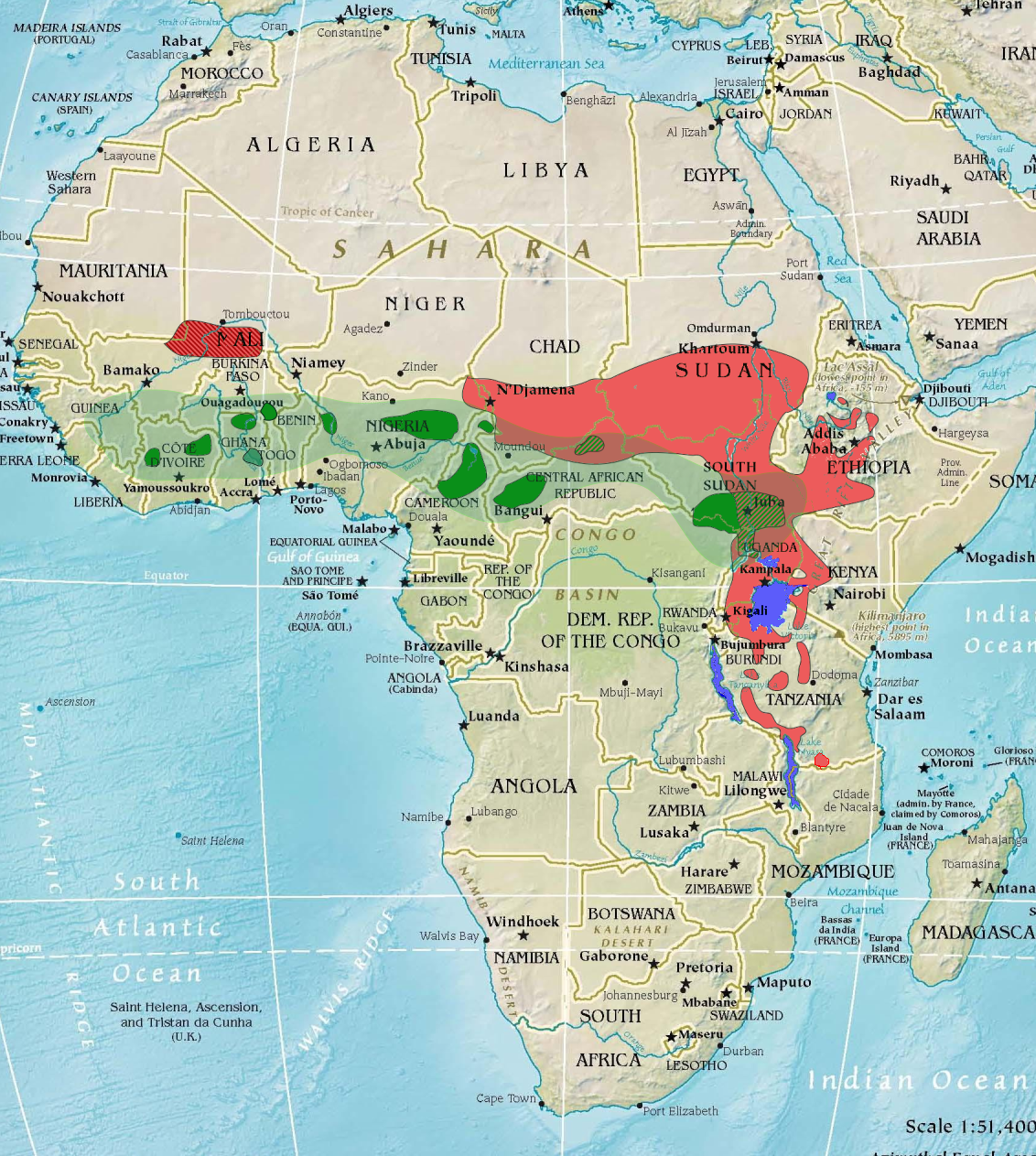
Verbreitungsgebiete des Rotbürzelwürgers (grün) und des Graumantelwürgers (rosa). Grün-rosa gestreift sind Überlappungszonen der Verbreitungsgebiete. Transparent hellgrün: Zone in der Rotbürzelwürger gelegentlich festgestellt werden

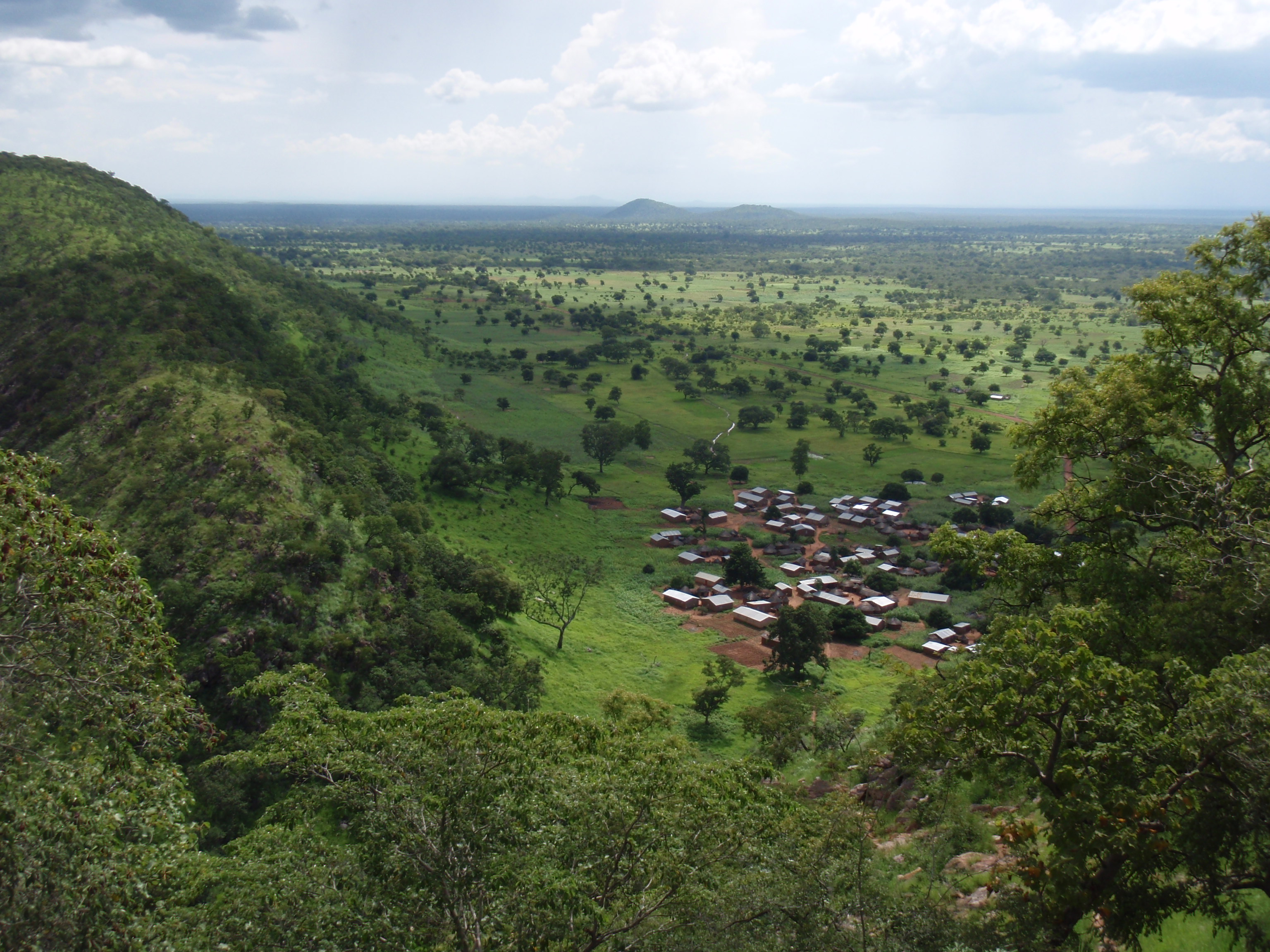
Mäßig feuchte bis mäßig trockene, auch zum Teil kultivierte Mosaiklandschaften sind der bevorzugte Lebensraum der Art

Gesichert sind nur einige Verbreitungsinseln, die sich von der Elfenbeinküste im Westen bis in den Südsudan und Norduganda im Osten erstrecken. Alle bekannten Brutgebiete liegen zwischen der trockenen Sahelzone und der Küste des Atlantiks, beziehungsweise den feuchten Regenwaldgebieten des Kongobeckens. Außerhalb dieser punktuellen Verbreitungsgebiete wird die Art gelegentlich beobachtet, so fallweise in Mali. Sie scheint selten, zumindest aber nirgendwo häufig zu sein, könnte aber auch, wie neuerdings dokumentierte Brutvorkommen in Zentralghana und in Burkina Faso so wie der Nachweis der Art in vielen Schutzgebieten vermuten lassen, aufgrund ihres nicht auffälligen Verhaltens regional übersehen worden sein. Nach bisherigem Wissensstand besteht die größte Verbreitungsdichte im Osten des Brutareals im äußersten NO der Demokratischen Republik Kongo und im NW Ugandas. Der Rotbürzelwürger wurde bisher in Höhen zwischen 150 und 1500 Metern festgestellt.
Hauptlebensraum der Art scheint baumbestandenes Grasland vom Typ der Guinea-Sudan-Savanne zu sein. Dieser mäßig trockene Landschaftstyp ist vor allem durch unterschiedliche Hochgräser und verschiedene Baumarten wie Isoberlinia doka, Daniellia oliveri und Parkia biglobosa gekennzeichnet. Eingestreut sind dichtere baumbestandene Abschnitte mit sonst kurzem oder fehlendem Unterwuchs sowie Galeriewälder entlang von Fließgewässern. In diesen Gebieten wird Feldfruchtbau betrieben, und die Baumbestände zum Sammeln von Feuerholz genutzt, sodass die Art auch auf kultivierten Flächen und in der Nähe menschlicher Siedlungen erscheint. Auch nördlich davon, in den südlich der Sahelzone liegenden trockenen Buschsavannen kommt L. gubernator vereinzelt vor. Innerhalb dieser Landschaftstypen bilden offene, möglichst kurzrasige oder vegetationsfreie, aufgelockert baum- oder buschbestandene Areale Bruthabitate von besonderer Qualität.
Über Siedlungsdichte und Reviergröße liegen keine Angaben vor.

## Wanderungen
Ob die Art resident ist oder saisonale Wanderungen unternimmt, ist weitgehend unbekannt. Da aber in Mali L. gubernator nur zwischen August und November beobachtet wurde, vermutet man zumindest kleinräumige Wanderbewegungen einzelner Populationen.

## Nahrung und Nahrungserwerb
Auch zu diesen Aspekten liegen kaum Daten vor. Offenbar ist die Art vornehmlich oder ausschließlich insektivor. Vertreter der Käfer, der Fangschrecken und der Heuschrecken scheinen zu den bevorzugten Beutetieren zu zählen.
Hauptjagdstrategie ist, wie bei fast allen Vertretern dieser Vogelgattung, die Ansitzjagd. Von einer erhöhten Warte (Busch, Baum, Termitenhügel, oder auch Telefonleitung) sucht L. gubernator die unmittelbare Umgebung nach geeigneten Beutetieren ab. Entdeckt er eines, gleitet er vom Ansitz und schlägt es am Boden. Kleinere Beutetiere werden an Ort und Stelle verzehrt, größere zu einem Fressplatz getragen und dort gefressen. Ob der Rotbürzelwürger Beutetiere aufspießt und Spießplätze unterhält, ist nicht bekannt. Die Jagdmethode setzt gute Bodensicht voraus, ist also nicht jederzeit und überall möglich. Die Art erbeutet deshalb auch Insekten im Flug und wurde beim Absuchen des Blattwerkes nach Insekten beobachtet.

## Verhalten und Brut
Wie alle Arten dieser Gattung ist auch der Rotbürzelwürger tagaktiv; er lebt meist in Paaren, über deren Bildung und deren Bestand nichts bekannt ist. Gelegentlich wird die Art in Gruppen, wahrscheinlich Familiengruppen, beobachtet, was eventuell auf (zumindest gelegentliches) kooperatives Brüten hinweist. Ein ähnliches Verhalten wurde auch bei seinem vermuteten nächsten Verwandten, dem Rostmantelwürger, festgestellt. Über Neststandort und Nestkonstruktion ist nichts bekannt. Auch durchschnittliche Gelegegröße, Brutdauer und Bruterfolg wurden noch nicht dokumentiert. Nach bisherigem Wissensstand liegt die Hauptbrutzeit am Beginn der jeweiligen Regenperioden. Im Südsudan und in der Demokratischen Republik Kongo ist das im März und April, im Westen etwas früher.

## Systematik
Die Art wurde 1882 von Carl Johann Gustav Hartlaub erstbeschrieben. Offenbar wurden die Belege von Emin Bey selbst gesammelt und an Hartlaub zur Bestimmung übergeben. In einem späteren Artikel nannte Hartlaub Langomeri in Uganda als Sammelort des Typusexemplars.
Trotz des ausgedehnten Verbreitungsgebietes ist die geographische Variation sehr gering, sodass keine Unterarten anerkannt werden. Der ähnliche, vor allem südlich des Äquators verbreitete Rostmantelwürger gilt als Schwesterart. Da neuere molekularbiologische Untersuchungen nicht existieren, muss die verwandtschaftliche Stellung der Art innerhalb der Gattung als unklar bewertet werden.

## Bestand und Bedrohung
Über den Bestand der Art existieren keine Untersuchungen. Sie gilt stellenweise als selten und scheint nirgendwo häufig zu sein. Ebenso unbekannt ist, ob die Vorkommen auf einzelne Verbreitungsinseln beschränkt sind, oder ob man von einem Verbreitungsgürtel ausgehen kann, wie Lefranc vermutet. Insgesamt melden 10 Staaten die Art als Brutvogel. Bei den relativ weit nördlich der bekannten Brutgebiete festgestellten Vögeln in Mali dürfte es sich um Nichtbrüter handeln. Das HBW bemisst die Größe des Verbreitungsgebietes mit 130.000 km² und vermutet einen Gesamtbestand von weniger als 70.000 Individuen. Aufgrund der Größe des Verbreitungsgebietes und der Tatsache, dass der Lebensraum der Art keiner unmittelbaren Gefahr ausgesetzt ist, bewertet die IUCN die Bestandssituation der Art mit LC=least concern.